# Деміс Русос
Деміс Русос (грец. Ντέμης Ρούσος, англ. Demis Roussos) повне ім'я Артеміос Вентуріс Русос (грец. Αρτέμιος Βεντούρης Ρούσος), 15 червня 1946, Александрія, Єгипет — 25 січня 2015) — вокаліст, гітарист.

## Біографія
Народився у грецькій родині з багатими музичними традиціями. Його батько грав на класичній гітарі, а мати була співачкою. Під час навчання у музичній школі Деміс опанував гру на гітарі, трубі, контрабасі та органі. Це вміння він використав в утвореній 1963 року формації «Aphrodite's Child», до складу якої також входив Вангеліс Папатонассіо. 1968 року гурт перебрався до Парижу і незабаром «Aphrodite's Child» здобув популярність на європейському континенті завдяки твору Rain & Tears.
У 1971 році вибрав ризиковану сольну кар'єру, проте в 1974 до нього прийшов успіх з альбомом «Forever & Ever». Сингл з піснею Happy То Be On An Island In The Sun піднявся до п'ятого місця у британському чарті, однак невисокі позиції пісні Can't Say How Much I Love You та альбому «Souvenirs» сповіщали про спад популярності. Однак наполегливий співак тріумфально повернувся на вершину британського Тор 20 з авторським максісинглом «The Demis Roussos Phenomenon». Того ж року твір When Forever Has Gone потрапив на другу позицію. Значно менше пощастило черговому максісинглу Kyrila, який ледве добрався до першої сороківки.
У кінці 1970-х років Русос, володар унікально високого тенора, активно займається сольними проєктами й записує свої найвідоміші пісні: We Shall Dance, Goodbye My Love, Souvenirs. У 1980-і роки Руссос давав по 150 концертів на рік. За свою музичну кар'єру він продав близько 60 мільйонів копій альбомів у всьому світі.
Спад популярності записів досить контрастував з концертними виступами Русоса, де він вміло використовував свій незвичний тенор, виконуючи типові для поп-мейнстриму шлягери. Однак віддавши перевагу сценічному оформленню свого костюмованого шоу, Деміс Русос збуджував глядача ще перед тим, як починав співати.
У червні 2010 року з нагоди 40-річчя співочої кар'єри Деміс Русос розпочинає світовий тур «Being Demis» з концерту в Одеоні Ірода Аттичного. У концерті брав участь Міхаліс Хадзіянніс, який виконав разом з Русосом його Que Sera. Після закінчення концерту в клубі «Mamacas» в Ґазі відбулася презентація нового альбому Деміса Русоса «Roussos VS Roussos».
Останні роки Деміс Русос жив у Греції, хоча також мав садибу у Нейї-сюр-Сен, Франція. В останні роки взяв участь у записі саундтреків для голлівудських кінострічок «Той, хто біжить по лезу» та «Вогняні колісниці».
У Русоса було ожиріння 4-го ступеня, мав проблеми із серцем. Помер співак 25 січня 2015 року. Поховання відбулось 30 січня 2015 року на Першому афінському кладовищі.

## Дискографія

### У складі Aphrodite's Child
- End of the World (1968)
- It's Five O'Clock (1969)
- 666 (1972)

### Сольна кар'єра
| - On the Greek side of my mind (1971) - Forever and ever (1973) - My only fascination (1974) - Auf Wiederseh'n (1974) - Souvenirs (1975) - Happy to be (1976) - Die Nacht und der Wein (1976) - Kyrila (1977) - The Demis Roussos magic (1977) - Ainsi soit-il (1977) - Los super 2 LP (1977) - Demis Roussos(1978) - Universum (1979) - Man of the world (1980) - Roussos live! (1980) - Demis (1982) - Attitudes (1982) | - Reflection (1984) - Senza tempo(1985) - Greater love (1986) - The story of… (1987) - Come all ye faithful (1987) - Le grec (1988) - Time (1988) - Voice and vision (1989) - Insight (також Morning has Broken) (1993) - Demis Roussos in Holland (1995) - Immortel (1995) - Serenade (1996) - Mon île (1997) - Auf meinen Wegen (2000) - Live in Brazil (2006) - Demis (травень 2009) |